# Qian'an, Tangshan
Qian'an, tidigare känd som Tsienan, är en stad på häradsnivå i norra Kina, och är en del av Tangshans stad på prefekturnivå  i provinsen Hebei. Den är belägen vid floden Luan omkring 200 kilometer öster om huvudstaden Peking och har 0,6 miljoner invånare på en yta av 1 208 km². 
På orten är den paleolitiska urgrävningsplatsen Zhaocun (Zhaocun yizhi 爪村遗址) belägen, som är kultuminnesmärkt sedan 2006.

## Demografi
| Område                         | Invånarantal 1 juli 1990 | Invånarantal 1 november 2000 |
| ------------------------------ | ------------------------ | ---------------------------- |
| Stad (de jure)                 | Ingen uppgift            | 633 025                      |
| Stad (de facto)                | 616 952                  | 632 704                      |
| Urban befolkning (de facto)    | 32 032                   | 171 575                      |
| ...varav centralort (de facto) | 11 965                   | Ingen uppgift                |

Qian'an var tidigare en landsbygdskommun, men blev en stad någon gång mellan åren 1990 och 2000. 